# El príncipe y el mendigo
El príncipe y el mendigo, también traducida como Príncipe y mendigo (en inglés, The Prince and the Pauper) es una novela escrita por Mark Twain. Fue publicada por primera vez en Canadá en 1881 antes de ser publicada en Estados Unidos en 1882. Es la primera novela histórica de Twain. Ambientada en 1547, cuenta la historia de dos niños de apariencia física idéntica: Tom Canty, un mendigo que vive con su padre abusivo en Offal Court, Londres, y el príncipe Eduardo, hijo de Enrique VIII de Inglaterra.

## Argumento

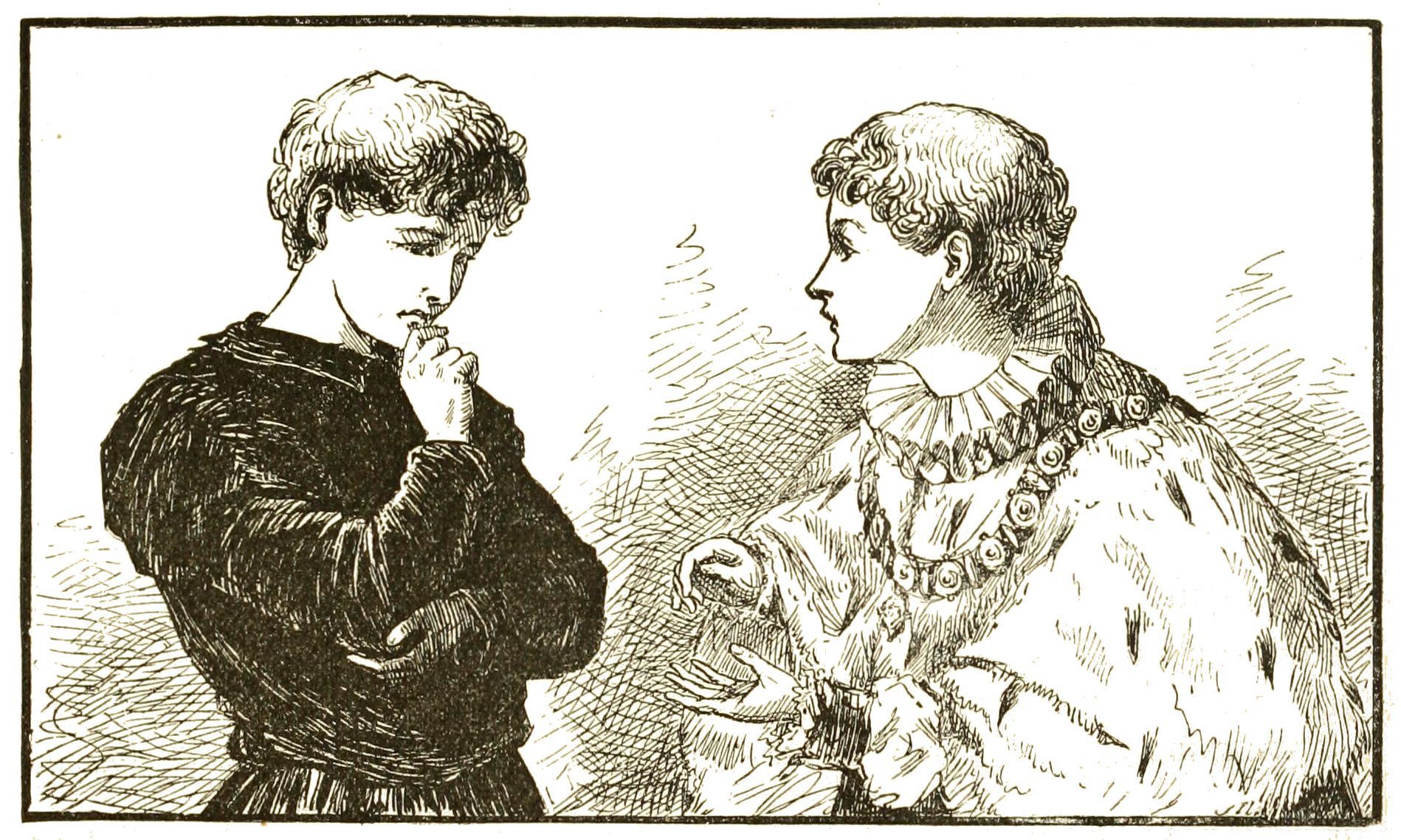
Tom Canty y Eduardo Tudor. Ilustración de la primera edición de 1881 por Frank T. Merrill.

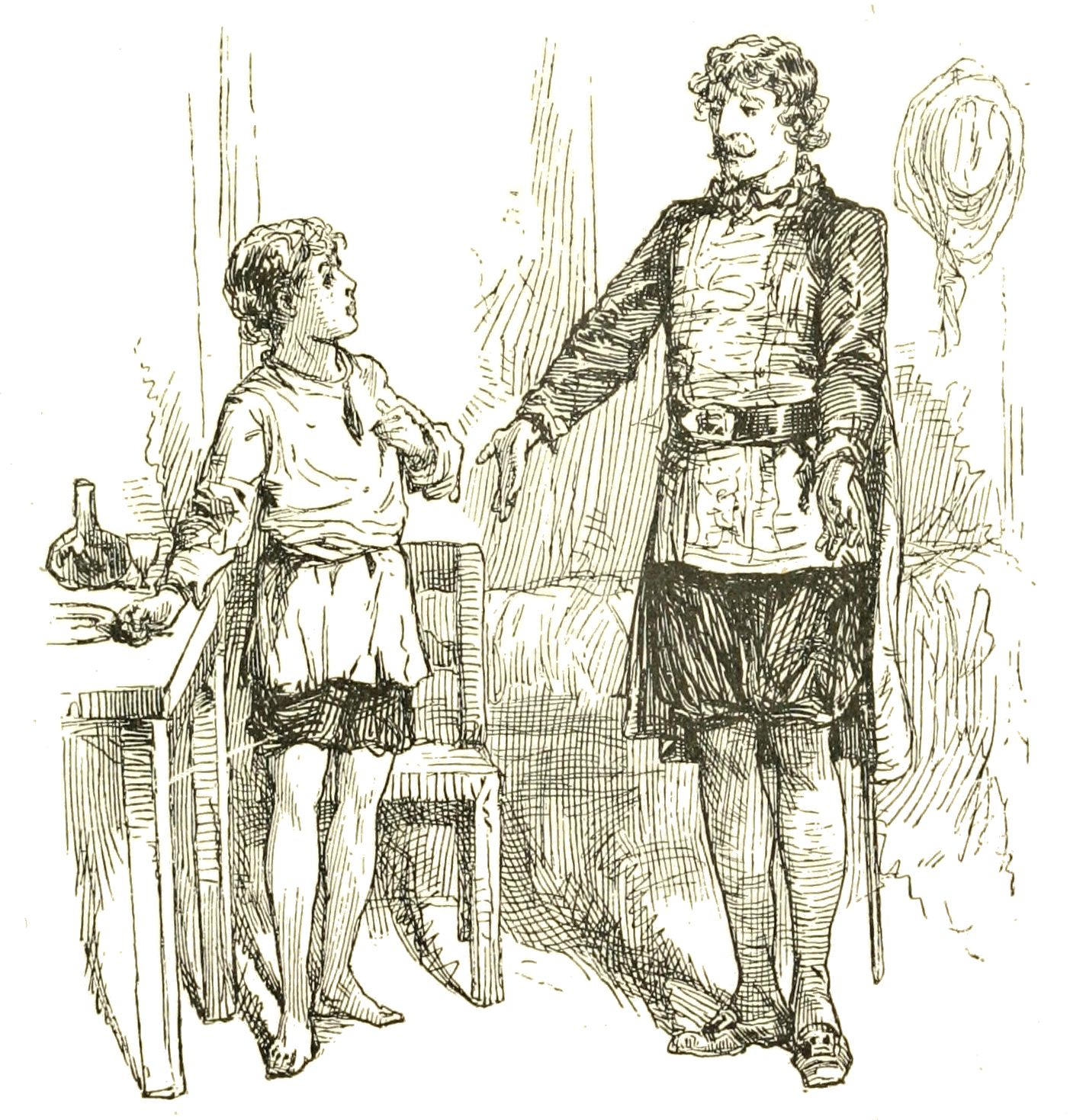
Eduardo y Miles Hendon, por Frank T. Merrill.

Tom Canty es un joven mendigo proveniente de una familia pobre de Offal Court, Londres. Tom tiene el deseo de tener una mejor vida, siendo alentado en esto por el padre Andrew, un sacerdote local (quien le enseñó a leer y escribir). Un día y, mientras merodeaba por el palacio, Tom ve a Eduardo, príncipe de Gales, hijo y heredero del rey Enrique VIII. Cegado por la emoción, Tom es casi atrapado y golpeado por la guardia real al intentar acercarse. Sin embargo, Eduardo los detiene e invita a Tom a su habitación en el palacio. Allí, ambos muchachos se conocen y quedan fascinados por las vidas del otro, así como también del hecho de que comparten una increíble semblanza. Posteriormente ambos deciden intercambiar sus ropas "temporalmente". Sin embargo, cuando Eduardo sale del palacio por un momento (en el proceso escondiendo un artículo de importancia nacional, el Gran Sello Real), es echado por los guardias al confundirlo con un mendigo al estar vestido con las ropas de Tom.
Cuando Eduardo logra llegar al hogar de los Canty, es maltratado por el padre de Tom, John Canty, pero se las arregla para escapar. En su huida, conoce a Miles Hendon, un soldado noble caído en desgracia. A pesar de que Hendon no cree que en realidad sea el príncipe, este siente pena por él y se convierte en su protector. Mientras tanto, en el palacio nadie le cree a Tom al decir que no es realmente Eduardo y en cambio piensan que el "príncipe" se ha vuelto loco. Una y otra vez la preguntan acerca de la ubicación del Gran Sello, pero Tom no sabe de lo que están hablando. Enrique VIII fallece y por consiguiente se hacen los preparativos para la coronación del próximo rey de Inglaterra. A medida que Eduardo experimenta la brutal vida de la gente pobre, toma consciencia de la desigualdad social en Inglaterra, en particular del áspero sistema judicial donde la gente es quemada en la hoguera, puesta en picotas y flagelada. También se da cuenta de que los acusados son condenados con pruebas endebles por delitos menores. Eduardo se compromete a reinar con misericordia cuando recupere el lugar que le corresponde. 
Eduardo interrumpe en la coronación cuando Tom está a punto de ser coronado. Eduardo logra intercambiar su lugar con Tom justo antes de que este recibiese la corona que indica que era el nuevo rey de Inglaterra. Eduardo se muestra ansioso de subir al trono, pero los nobles se niegan a creer que el niño que se les aparece como un mendigo sea el verdadero rey, hasta que les describe el sello real que había escondido antes de salir del palacio y que Tom había tomado por un cascanueces. Miles es recompensado con el título par de Inglaterra y conde de Kent, y tanto él como sus descendientes tendrán el privilegio de sentarse en presencia del rey, reservado sólo a la familia real. Tom recibe como agradecimiento el título de «protegido del rey», una posición privilegiada que conservará por el resto de su vida. Al final se explica que aunque Eduardo murió a la temprana edad de 15 años, reinó misericordiosamente debido a sus experiencias vividas.

## Temática
A pesar de ser una novela escrita para niños, El príncipe y el mendigo es una fuerte crítica hacia la desigualdad social y hacia la perspectiva de juzgar a los demás por su apariencia, siendo su principal tema la misericordia. Twain escribió sobre su libro que «mi idea es iluminar a la gente sobre la extrema severidad de las leyes de ese día al ser infligidas por el rey en persona y permitirle la oportunidad de ver como se aplican a los demás...».

## Filmografía
Esta novela ha servido de inspiración para varias películas y series de TV:
| Película                                               | Director          | Protagonistas                                            |
| ------------------------------------------------------ | ----------------- | -------------------------------------------------------- |
| El príncipe y el mendigo (1937)                        | William Keighley  | Errol Flynn, Claude Rains, Billy y Bobby Mauch,          |
| El príncipe y el mendigo (1977)                        | Richard Fleischer | Oliver Reed, Charlton Heston, Rex Harrison, Mark Lester. |
| El príncipe y el mendigo (1990)                        | George Scribner   | Wayne Allwine, Bill Farmer, Tony Anselmo                 |
| El príncipe y el mendigo (2000)                        | Giles Foster      | Alan Bates, Jonathan Timmins, Robert Timmins             |
| Barbie, La Princesa y la Plebeya (2004)                | William Lau       | Kelly Sheridan                                           |
| A Modern Twain Story: The Prince and the Pauper (2007) | James Quattrochi  | Cole Sprouse, Dylan Sprouse, Kay Panabaker               |